# Jane Vieu

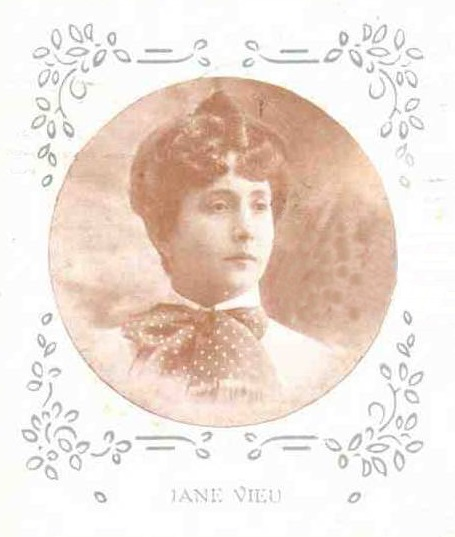
Jane Vieu

Jeanne Élisabeth Marie Vieu, ook bekend als Jane Vieu (Béziers, 15 juli 1871 – Parijs, 8 april 1955), was een Frans componiste die het pseudoniem Pierre Valette gebruikte.

## Biografie
Vieu werd geboren als Jeanne Fabre te Béziers. Ze was de dochter van pianist Marie-Élodie Fabre. Haar moeder gaf haar muziekles. Vieu begon met componeren op 11-jarige leeftijd. Ze studeerde compositie bij Jules Massenet, zang bij Marie Caroline Miolan-Carvalho, en contrapunt en fuga bij André Gedalge. Ze werd bekend dankzij de operette Madame Tallien (1902) en het sprookje La belle au bois dormant (1902), welke voor het eerst opgevoerd werd in het Théâtre des Mathurins. Andere bekende werken van haar hand zijn Au bal de Flore, Les Petites entravées (1911) en Aladin, ombres chinoises (1904).
Vermoedelijk was Vieu getrouwd met Maurice Vieu, met wie ze een uitgeverij stichtte.

## Oeuvre
Vieu publiceerde een honderdtal werken, waaronder orkestrale muziek, kamermuziek, pianowerken en opera's, waaronder:
- Puisque c'est l'été (tekst: Robert de la Villehervé)
- Madame Tallien (Thérésia Cabarrus), (geschiedkundig stuk, tekst: Paul Berthelot en Claude Roland)
- La belle au bois dormant (lied)
- Sérénade japonaise (lied)
- Arlette (operette, tekst: Claude Roland en Louis Bouvet)
- Le Bonhomme de neige
- L'Amour en grève (operette, tekst: Jacques Lemaire en Henry Houry)
- Salomette (operette, tekst: Jean Séry)